# Kim Deal
Kim Deal, właśc. Kimberley Ann Deal (ur. 10 czerwca 1961 w Dayton) – amerykańska gitarzystka rockowa, członkini alternatywnego zespołu rockowego Pixies. Założycielka i liderka zespołów The Breeders oraz The Amps. 